# Tzipi Livni
Tzipora Malka "Tzipi" Livni (tiếng Hebrew: ציפורה מלכּה "ציפי" לבני, sinh ngày 8 tháng 7 năm 1958 tại Tel Aviv, Israel) là Bộ trưởng Ngoại giao, Quyền Thủ tướng Israel, và là thành viên lãnh đạo đảng Kadima.
Sau cuộc bầu cử Quốc hội vào tháng 3 năm 2006 và các cuộc thương thảo nhằm thành lập chính phủ thứ 31 của Israel, một số nhà quan sát tin rằng Livni sẽ là "chính trị gia nhiều quyền lực thứ hai tại Israel", chỉ sau Ehud Olmert. Livni là phụ nữ thứ hai đảm trách chức vụ ngoại trưởng, (nữ ngoại trưởng đầu tiên của Israel là Golda Meir, được bổ nhiệm vào cương vị này vài thập niên trước). Năm 2007, Tzipi Livni có tên trong danh sách 100 nhân vật quyền thế nhất thế giới theo sự bình chọn của tạp chí TIME.

## Tiểu sử

### Thiếu thời
Chào đời tại Tel Aviv, Livni là con gái của Eitan Livni, Eitan sinh tại Skidel (nay thuộc Belarus). Trong thập niên 1920, khi còn niên thiếu Eitan cùng gia đình đến Israel lúc nước này chưa độc lập. Ông là cựu thành viên cánh quân đội thuộc Phong trào Zion, và từng là bộ trưởng trong chính phủ Begin. Mẹ của Tzipi, Sara (nhũ danh Rosenberg) từng tham gia phong trào kháng chiến. Eitan và Sara là đôi nam nữ đầu tiên kết hôn sau khi Israel độc lập.
Tzipi Livni từng mang quân hàm trung úy trong Lực lượng Phòng vệ Israel, cũng từng làm việc cho Mossad (Viện Tình báo và các Hoạt động Đặc biệt) trong bốn năm thuộc thập niên 1980. 
Tốt nghiệp Trường Luật Đại học Bar Ilan, Livni có thời gian hành nghề luật sư chuyên ngành luật công và luật thương mại.

### Chính trường

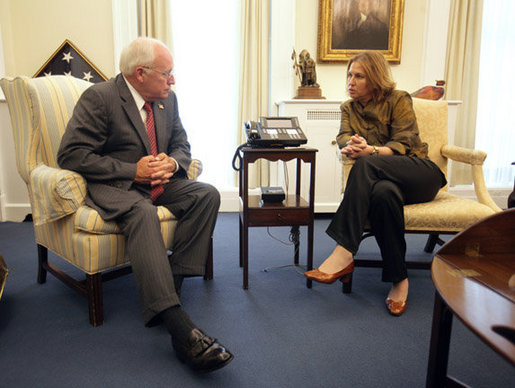
Ngoại trưởng Livni gặp Phó Tổng thống Hoa Kỳ Dick Cheney tại Nhà Trắng.

Năm 1999, lần đầu tiên Livni đắc cử vào Knesset (Quốc hội Israel) trong tư cách thành viên đảng Likud. Khi lãnh tụ đảng Likud, Ariel Sharon, trở thành thủ tướng vào tháng 7 năm 2001, Livni được bổ nhiệm làm Bộ trưởng Hợp tác Khu vực, rồi đảm nhiệm các vị trí khác trong nội các như Bộ trưởng Nông nghiệp và Phát triển Nông thôn, Bộ trưởng Nhập cư, và Bộ trưởng Gia cư và Xây dựng. Bà được trao tăng Huân chương Abirat Ha-Shilton ("Năng lực Lãnh đạo Chính quyền") năm 2004. Ngày 1 tháng 10 năm 2005, Livni được bổ nhiệm làm Bộ trưởng Tư pháp sau vài tháng lãnh đạo bộ này trong cương vị quyền bộ trưởng.
Trong nội các Sharon, Livni là người ủng hộ tích cực kế hoạch triệt thoái (rút cư dân Do Thái ra khỏi Dải Gaza và bốn khu định cư phía bắc Tây ngạn), bà được xem là một trong số những thành viên chủ chốt của đảng Likud theo đuổi lập trường ôn hòa. Livni là nhân vật trung gian giữa phe diều hâu và phe bồ câu trong đảng, có nhiều uy tín trong chính trường nhờ những thành quả trong nỗ lực thực thi kế hoạch triệt thoái khỏi Dải Gaza đã được phê chuẩn bởi Knesset. Ngày 12 tháng 12 năm 2005, Livni là nhân vật cánh hữu đầu tiên được mời phát biểu tại lễ kỷ niệm ngày Yizhak Rabin bị ám sát.
Ngày 20 tháng 11 năm 2005, Livni tiếp bước Sharon và Olmert gia nhập đảng Kadima mới được thành lập. Ngay trước cuộc tuyển cư ngày 28 tháng 3, Livni nhận chức Ngoại trưởng, tiếp tục kiêm nhiệm Bộ trưởng Tư pháp do một cuộc từ chức hàng loạt của các thành viên Đảng Likud trong chính phủ.
Trong cuộc tuyển chọn ứng cử viên cho kỳ bầu cử Knesset tháng 3 năm 2006, Livni được tưởng thưởng với ba vị trí ứng viên cho đảng Kadima nhằm bảo đảm một ghế cho bà tại Knesset.
Ngày 4 tháng 5 năm 2006, Livni tuyên thệ nhậm chức Phó Thủ tướng kiệm Bộ trưởng Ngoại giao trong chính phủ thứ 31 của Israel. Bà từ chức bộ trưởng tư pháp, nhưng tái đảm nhiệm chức vụ này từ ngày 29 tháng 11 năm 2006 đến ngày 7 tháng 2 năm 2007, trong khi vẫn duy trì nhiệm vụ chính của mình là Ngoại trưởng. Như thế, Israel là một trong số vài quốc gia trên thế giới đã bổ nhiệm hơn hai phụ nữ vào chức vụ bộ trưởng ngoại giao, và là quốc gia duy nhất ở Trung Đông có một nữ ngoại trưởng trong nội các.
Ngày 11 tháng 3 năm 2007, Livni có những cuộc gặp gỡ bí mật với các nhà lãnh đạo Palestine – Yasser Abed Rabbo của nhóm Fatah và cựu bộ trưởng tài chính Salam Fayyad, người đã bỏ Fatah để thành lập đảng Con đường thứ ba. Theo đài phát thanh Israel, Lvini đã thảo luận về những cuộc đàm phán trong tương lai cũng như về những đề xuất của khối Ả Rập.
Khi bản tường trình của Ủy ban Winograd về cuộc chiến Liban làm dấy lên làn sóng bất bình trong công luận, ngày 2 tháng 5 năm 2007, Livni kêu gọi thủ tướng Ehud Olmert từ chức. Livni tự đề cử vào vị trí lãnh tụ Đảng Kadima nếu Olmert chịu rút lui. Nhưng Olmert phớt lờ lời kêu gọi của Livni; tuy nhiên, Livni quyết định ở lại nội các, điều này khiến nhiều người phẫn nộ.

### Quyền Thủ tướng

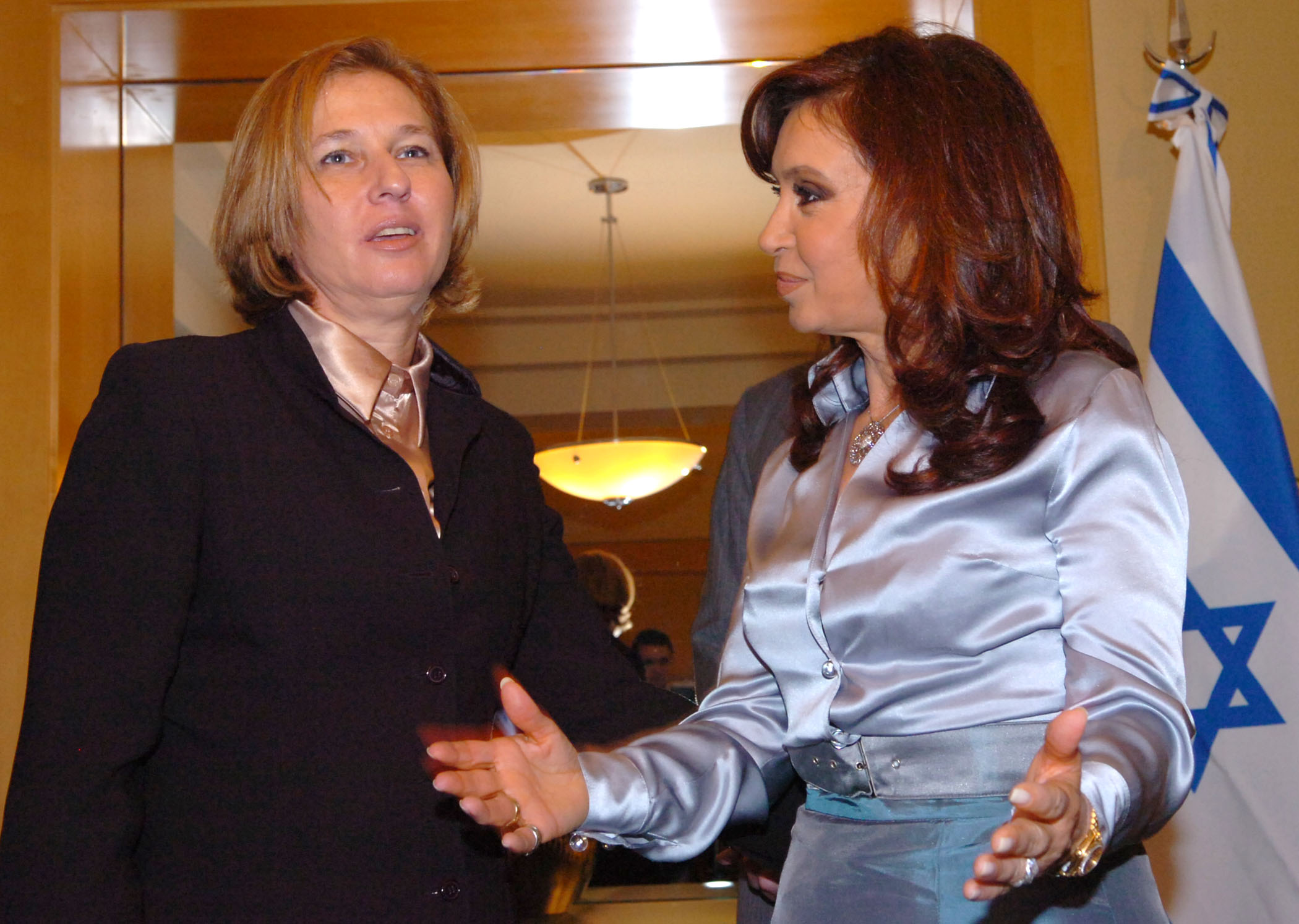
Livni và Tổng thống Argentina, Cristina Fernández de Kirchner, năm 2007.

Ngày 21 tháng 9 năm 2008, Olmert đệ đơn từ chức lên Tổng thống Shimon Peres. Hôm sau, Peres chính thức yêu cầu Livni thành lập chính phủ mới. Livni gặp nhiều khó khăn khi tiến hành đàm phán với các thành phần thuộc liên minh cầm quyền Kadima, đặc biệt là đảng Shas.

### Tuyển cử năm 2009
Ngày 24 tháng 10 năm 2008, đảng Shas từ chối gia nhập liên minh cầm quyền. Một tuần sau, lịch bầu cử được ấn định. Livni bỏ ý định thành lập chính phủ liên hiệp vì không thể thuyết phục những đảng nhỏ ủng hộ bà. Livni yêu cầu Tổng thống tổ chức bầu cử sớm vào ngày 10 tháng 2 năm 2009, "Khi buộc phải quyết định hoặc duy trì tình trạng nhập nhằng này hoặc tổ chức bầu cử, tôi chọn bầu cử." Theo đó, Thủ tướng Ehud Olmert sẽ lãnh đạo chính phủ chuyển tiếp cho đến khi thủ tướng mới thành lập chính phủ và tuyên thệ nhậm chức vào đầu năm 2009.

## Đời tư
Livni sống tại Tel Aviv. Bà kết hôn với Naftali Shipitzer, một kế toán viên, và có với ông hai con, Omri và Yuval. Theo một người bạn thời thơ ấu của Livni, Mirla Gal, bà là người ăn kiêng, bà đã giúp thông qua một dự luật cấm đoán lạm dụng thú vật. Bà có thể nói hai ngoại ngữ Anh và Pháp.